# Neuer Wasserturm (Harzgerode)

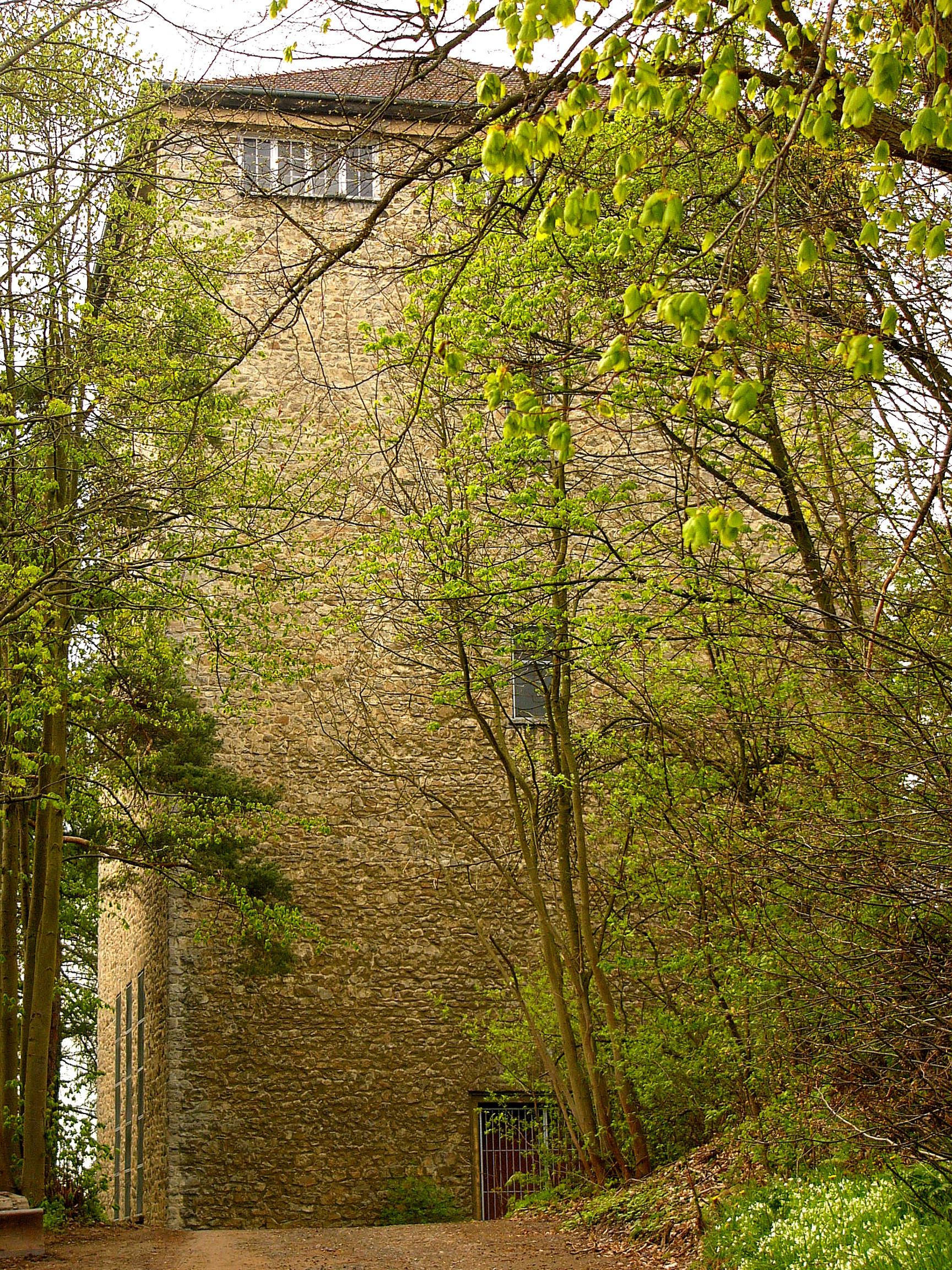
Neuer Wasserturm

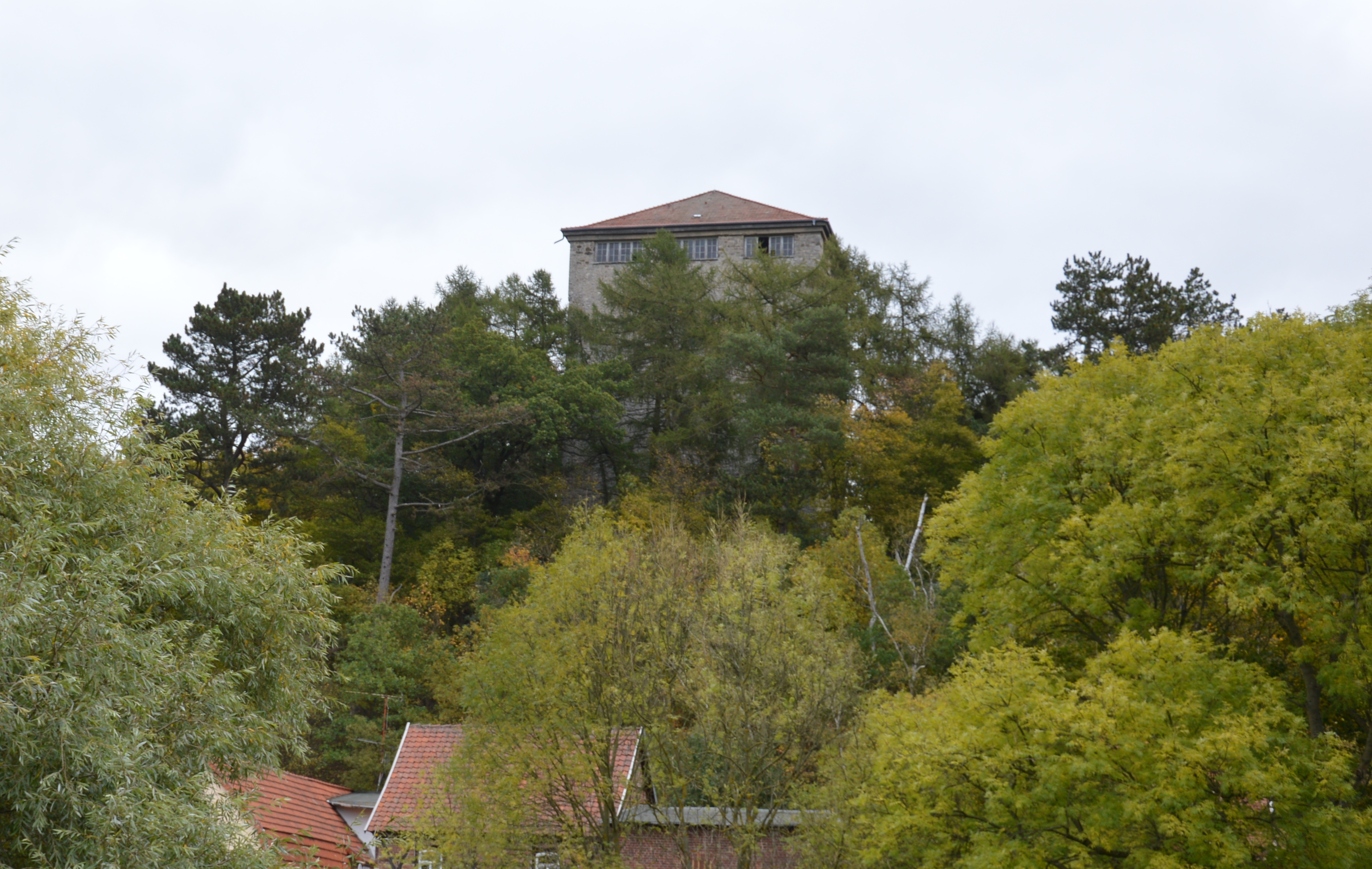
Blick vom Fuß des Ehrenbergs

Der Neue Wasserturm ist ein denkmalgeschützter Wasserturm in der Stadt Harzgerode in Sachsen-Anhalt im Harz.

## Lage
Er befindet sich westlich über der Altstadt von Harzgerode auf dem Ehrenberg an der Ehrenbergstraße in der Flur 5, Flurstücke 124/1, 124/2.

## Architektur und Geschichte
Ein erster Wasserturm war nahe dem heutigen Standort im Jahr 1906 errichtet worden. Er diente der Modernisierung der Wasserversorgung Harzgerodes und wurde im Zusammenhang mit einem Wasserwerk gebaut. 1898 mussten viele Brunnen in der Augusten-, Brunnen- und Weidenstraße geschlossen werden, da Typhusbefall festgestellt worden war.
Mit dem Neubau eines Werks der Mitteldeutschen Leichtmetallwerke in der Friederikenstraße wurde der Neubau eines Hochbehälters, des heutigen Neuen Wasserturms, erforderlich. 1939 wurde ein Bauunternehmen aus Quedlinburg beauftragt. Die Bauarbeiten begannen 1940. Neben Bauarbeitern aus Italien wurden auch Kriegsgefangene eingesetzt. Die Fenster baute der Harzgeroder Glaser- und Tischlermeister Paul Trost. Nach vier Monaten wurde am 10. Oktober 1940 Richtfest gefeiert. Essen und Getränke für die Feier wurden vom Weißen Ross geliefert. Im Mai 1941 erfolgte die Schlussrechnung über insgesamt 84.122,25 Reichsmark, die Finanzierung erfolgte unter Beteiligung des Reichsarbeitsministerium und den Staat Anhalt. Die letztendliche Fertigstellung erfolgte 1942 mit der Lieferung der aus Eichenholz gefertigten Eingangstür durch die Ascherslebener Tischlerei Bertram. Durch kriegsbedingte Lieferengpässe war es zu Bauverzögerungen gekommen. Das ursprüngliche Konzept sah noch die spätere Anlage einer Ehrenhalle und die Nutzung als Aussichtsturm vor, wurde jedoch letztlich nicht umgesetzt.
Der monumental wirkende Turm erinnert an einen Bergfried, die Fassade ist bruchsteinsichtig gestaltet. Das Fassungsvermögen betrug 500 m³. Die Befüllung des Turms erfolgte durch den natürlichen Druck des Quellgebiets, so dass auf mechanische Unterstützung bei der Befüllung verzichtet werden konnte.
Im örtlichen Denkmalverzeichnis ist der Wasserturm unter der Erfassungsnummer 094 84547 als Baudenkmal verzeichnet.